# Франц Нојхаузен
Франц Нојхаузен (Мерциг, 13. децембар 1887 – 14. април 1966) је био немачки богати индустријалац који је касније постао генерални опуномоћеник за привреду на Територији војноуправног команданта Србије током највећег дела немачке окупације. Пре окупације је радио као изасланик Немачке и Нацистичке партије у Београду током 1930-их, када је стекао велико богатство. Као близак пријатељ и миљеник рајхсмаршала Хермана Геринга, Нојхаузен је постао Герингов директни представник за Четворогодишњи план у окупираној Србији, и био је буквално њен привредни диктатор од априла 1941. до августа 1944. Наследио је Харалда Турнера на месту шефа Војне управе Србије 18. октобра 1943. и наставио је да обавља обе дужности до краја августа 1944.
Нојхаузен је сматран „љигавим и бескрупулозним” и „ноторно корумпираним”. Након жалби виших нацистичких званичника са подручја југоисточне Европе, Нојхаузен је ухапшен и послат у концентрациони логор, али је преживео и касније су га ухапсили амерички војници. САД су га после рата испоручиле југословенским властима и Нојхаузен је осуђен на 20 година затвора. Пуштен је 1953. и преминуо је у Минхену 1966.

## Младост и међуратни период
Нојхаузен је рођен 13. децембра 1887. у Мерцигу у тадашњем Немачком царству. Ништа није познато о његовој породици или животу пре Првог светског рата. Био је пилот Немачког ратног ваздухопловства током рата. После рата Нојхаузен се обрео у Краљевини Срба,
Хрвата и Словенаца као ортак у једној београдској радионици за оправку аутомобила, а затим као ортак у једном увозно-извозном предузећу. Предузеће за увоз и извоз је пало под стечај, и Нојхаузен је напустио ортака и побегао у Бугарску. Након неколико година поново се појавио
у Београду, да би избегао хапшење, јер га је у одсуству бугарски суд је осудио због лажног банкротства заступничке фирме, коју је Нојхаузен основао у Бугарској.
У међуратном периоду стигао је до чина групенфирера (генерал-мајора) у Националсоцијалистичким летачком корпусу, који је био паравојна организација Нацистичке странке сличан СА. Био је распоређен у Београду од 1931, прво као директор Немачког саобраћајног бироа, затим као званични представник или аташе Нацистичке партије у Краљевини Југославији и коначно немачки генерални конзул, са чином генерал-мајора Луфтвафеа. Вероватно је да је обављао и политичке и привредне обавештајне задатке у Југославији током 1930-их. Био је у немачкој делегацији са својим ратним другом на сахрани краља Александра 1934. у Београду. Нојхаузен је имао ефикасну мрежу у владиним и политичким круговима и био је добро информисан о политичким и привредним условима, поставши богати индустријалац у том процесу. Југословенски Генералштаб је поседовао информације да се Нојхаузен бави шпијунажом у немачку корист, али кнез Павле и Цветковићева влада нису желели да учине ништа поводом тога, страхујући од кварења односа са Немачком.
Уз помоћ свог блиског пријатеља рајсхмаршала Хермана Геринга, Нојхаузен је стекао деонице у низу рударских и металских предузећа кроз сумњиве трансакције. Због таквих послова, Нојхаузена је неколико пута хапсио Гестапо, али се Геринг сваки пут мешао у Нојхаузенову корист да би се побринуо да озбиљност оптужби против њега буде умањена. Заузврат, Нојхаузен је Герингу обезбеђивао стране валуте, а када би посећивао Геринга за његов рођендан, сваки пут би Герингу поклонио златну или сребрну полугу тежине 14 kg. Геринг је користио овај новац да прикупи велике количине уметничких дела и накита на свом имању Каринхалу. Као генерални конзул, Нојхаузен је преговарао у куповини великих борских рудника бакра од поражене Француске 1940, а затим је постао председник управног одбора новог немачког предузећа које је управљало рудником Bor Kupferbergwerke und Hütten A.G. са седиштем у Београду.

## Улога у окупираној Србији
Унапређен у обергрупенфирера, Нојхаузена је Геринг прво поставио за изванредног опуномоћеника за привредна питања (Generalbevollmächtigte für die Wirtschaft) на Територији Војноуправног команданта Србије,, али је његова надлежног ускоро проширена да би обухватала надлежност за спровођење Четворогодишњег плана на окупианој територији. Немцима је територија окупиране Србије била привредно важна као извор метала, руда, угља и хране. Нојхаузен је 9. децембра 1942. такође постављен на важно место изванредног опуномоћеника за производњу металне руде у југоисточној Европи,, што је у почетку било ограничено на немачку окупациону зону и крајеве Југославије које је анектирала Бугарска, а такође је био овлашћен као изванредни опуномоћеник за радну снагу на окупираној територији. Ускоро по успостављању војне управе, Нојхаузен је именовао комесаре, преко којих је контролисао Српску народну банку и друге кључне привредне и финансијске установе. Марта 1943. Нојхаузенова надлежност за производњу металне руде је проширена на делове Грчке коју је окупирала немачка војска, а након капитулације Италије септембра исте године на некадашње италијанске окупационе зоне у Грчкој и Албанију. Немци су октобра 1943. упростили своју војну управу над окупираном Србијом, па су Нојхаузенове постојеће улоге проширене постављањем за šефа војне управе (Militärverwaltungschef). Остао је председник рударског предузећа у Вору, које је јула 1943. довело као присилне раднике око 6200 Јевреје из Мађарске и територија које је Мађарска окупирала да би надокнадио несташицу радне снаге у руднику. У руднику су радници радили под назором СС у води до колена у 12-часовним сменама. Такође је био председавајући немачке бакарске корпорације Bankverein für Serbien на територији окупиране Србије, као и у неколико других важних предузећа. Нојхаузен је био моћна особа која је имала потпуну контролу над привредом и државним финансијама окупиране Србије и успешно ју је користио да би дао значајан допринос немачким ратним напорима.

## Ривалства и хапшење
Присуство директних представника високих нацистичких званичника попут Химлера и Геринга у Београду је значило да су се ту често сукобљавале надлежности и интереси. Као изванредни опуномоћеник за привредна питања и Герингов љубимац, Хојхаузен је деловао буквално као привредни диктатор у окупираној Србији у Герингову корист, извлачели масималну количину ресурса из локалне привреде да би одржавао нечамчку ратну машинерију. Нојхаузен је сматран „ноторно корумпираним” и „љигавим и бескруполозним”, и имао је бројне неспоразуме са другим високим званичницима окупационог режима у погледу граница његових надлежности. Нарочито се супротстављао Рибентроповом изасланику Херману Нојбахеру да да више овлашћења марионетској влади Милана Недића. Нојбахер је сматрао Нојхаузена корумпираним и да је стекао огромно богатсво док је служио у Београду. Након низа притужби на њега од стране врховног заповедника југоисточне Европе фелдмаршала Максимилијана фон Вајса и самог Нојбахера, постигнута је споразум између Рибентропа и Химлера. Шеф СД у Београду Емануел Шефер је августа 1944. ухапсио Нојхаузена због корупције. На месту изванредног опуномоћеника за привреда питања наследио га је Тео Кејсер, на на месту шефа војне управе Јустус Данкверц. Нојхаузен је провео пет месеци у концентрационом логору, и мада је Геринг издејствовао његово ослобађање, и награђивање Крстом за ране заслуге, Нојхаузен је остатак рата и даље провео у притвору.

## После рата
Након рата заробила га је Америчка војска и предала југословенским војним властима. На процесу у Београду, октобра 1947. године, осуђен је на 20 година затвора и упућен на издржавање казне у Сремску Митровицу. Међутим, због заштите коју је појединим комунистима пружио током рата (забележено је да је говорио: „Ко је комуниста - одлучујем ја!”), због искуства у руковођењу привредом и добрих међународних привредних контаката, већ 1949. године ангажован је на пословима израде југословенског привредног плана, управљања рудником бакра у Бору и рудником олова и цинка у Трепчи, као и на изналажењу иностраног инвестиционог капитала (зајам Светске банке). Стога је често виђан у београдској боемској Скадарлији, обично средом у кафани „Три шешира”, уз пиво и карташку игру скат, а суботом у хотелу „Мажестик”. Ускоро му је казна смањена, а 1953. године ослобођен је и вратио се у Немачку. Умро је 14. априла 1966. године у Минхену.

### Чланци
- Hehn, Paul N. (1971). „Serbia, Croatia and Germany 1941–1945: Civil War and Revolution in the Balkans”. Canadian Slavonic Papers. University of Alberta. 13 (4): 344—373. Приступљено 8. 4. 2012.